# Llista d'asteroides/184901-185000
| Nom      | Designació provisional | Data de descobriment   | Lloc de descobriment | Descobridor/s       |
| -------- | ---------------------- | ---------------------- | -------------------- | ------------------- |
| 184901 - | 2005 UK280             | 24 d'octubre de 2005   | Kitt Peak            | Spacewatch          |
| 184902 - | 2005 US296             | 26 d'octubre de 2005   | Kitt Peak            | Spacewatch          |
| 184903 - | 2005 UW311             | 29 d'octubre de 2005   | Mount Lemmon         | Mount Lemmon Survey |
| 184904 - | 2005 UK321             | 27 d'octubre de 2005   | Kitt Peak            | Spacewatch          |
| 184905 - | 2005 UX325             | 29 d'octubre de 2005   | Mount Lemmon         | Mount Lemmon Survey |
| 184906 - | 2005 UZ327             | 30 d'octubre de 2005   | Mount Lemmon         | Mount Lemmon Survey |
| 184907 - | 2005 UR334             | 29 d'octubre de 2005   | Mount Lemmon         | Mount Lemmon Survey |
| 184908 - | 2005 UL349             | 25 d'octubre de 2005   | Catalina             | CSS                 |
| 184909 - | 2005 UQ353             | 29 d'octubre de 2005   | Catalina             | CSS                 |
| 184910 - | 2005 UM363             | 27 d'octubre de 2005   | Kitt Peak            | Spacewatch          |
| 184911 - | 2005 UP365             | 27 d'octubre de 2005   | Kitt Peak            | Spacewatch          |
| 184912 - | 2005 UN382             | 27 d'octubre de 2005   | Socorro              | LINEAR              |
| 184913 - | 2005 UQ382             | 27 d'octubre de 2005   | Socorro              | LINEAR              |
| 184914 - | 2005 UF389             | 29 d'octubre de 2005   | Mount Lemmon         | Mount Lemmon Survey |
| 184915 - | 2005 UO402             | 28 d'octubre de 2005   | Catalina             | CSS                 |
| 184916 - | 2005 UW407             | 31 d'octubre de 2005   | Mount Lemmon         | Mount Lemmon Survey |
| 184917 - | 2005 UY468             | 30 d'octubre de 2005   | Kitt Peak            | Spacewatch          |
| 184918 - | 2005 UO472             | 30 d'octubre de 2005   | Kitt Peak            | Spacewatch          |
| 184919 - | 2005 UH485             | 22 d'octubre de 2005   | Catalina             | CSS                 |
| 184920 - | 2005 UQ492             | 25 d'octubre de 2005   | Socorro              | LINEAR              |
| 184921 - | 2005 UV494             | 25 d'octubre de 2005   | Catalina             | CSS                 |
| 184922 - | 2005 UP497             | 27 d'octubre de 2005   | Socorro              | LINEAR              |
| 184923 - | 2005 UN502             | 30 d'octubre de 2005   | Socorro              | LINEAR              |
| 184924 - | 2005 UX508             | 25 d'octubre de 2005   | Catalina             | CSS                 |
| 184925 - | 2005 UF511             | 27 d'octubre de 2005   | Anderson Mesa        | LONEOS              |
| 184926 - | 2005 UA518             | 25 d'octubre de 2005   | Apache Point         | A. C. Becker        |
| 184927 - | 2005 UZ523             | 27 d'octubre de 2005   | Apache Point         | A. C. Becker        |
| 184928 - | 2005 UL524             | 27 d'octubre de 2005   | Apache Point         | A. C. Becker        |
| 184929 - | 2005 VN2               | 1 de novembre de 2005  | Kitt Peak            | Spacewatch          |
| 184930 - | 2005 VU4               | 4 de novembre de 2005  | Piszkéstető          | K. Sárneczky        |
| 184931 - | 2005 VZ4               | 5 de novembre de 2005  | Kitt Peak            | Spacewatch          |
| 184932 - | 2005 VU16              | 3 de novembre de 2005  | Catalina             | CSS                 |
| 184933 - | 2005 VK33              | 1 de novembre de 2005  | Socorro              | LINEAR              |
| 184934 - | 2005 VD42              | 3 de novembre de 2005  | Catalina             | CSS                 |
| 184935 - | 2005 VY43              | 3 de novembre de 2005  | Kitt Peak            | Spacewatch          |
| 184936 - | 2005 VZ44              | 4 de novembre de 2005  | Kitt Peak            | Spacewatch          |
| 184937 - | 2005 VA87              | 5 de novembre de 2005  | Kitt Peak            | Spacewatch          |
| 184938 - | 2005 VA94              | 6 de novembre de 2005  | Kitt Peak            | Spacewatch          |
| 184939 - | 2005 VP109             | 6 de novembre de 2005  | Mount Lemmon         | Mount Lemmon Survey |
| 184940 - | 2005 VB110             | 6 de novembre de 2005  | Mount Lemmon         | Mount Lemmon Survey |
| 184941 - | 2005 VM111             | 6 de novembre de 2005  | Mount Lemmon         | Mount Lemmon Survey |
| 184942 - | 2005 VP112             | 8 de novembre de 2005  | Socorro              | LINEAR              |
| 184943 - | 2005 VX123             | 12 de novembre de 2005 | Kitt Peak            | Spacewatch          |
| 184944 - | 2005 WR6               | 21 de novembre de 2005 | Catalina             | CSS                 |
| 184945 - | 2005 WK12              | 22 de novembre de 2005 | Kitt Peak            | Spacewatch          |
| 184946 - | 2005 WU44              | 22 de novembre de 2005 | Kitt Peak            | Spacewatch          |
| 184947 - | 2005 WS50              | 25 de novembre de 2005 | Mount Lemmon         | Mount Lemmon Survey |
| 184948 - | 2005 WM59              | 29 de novembre de 2005 | Socorro              | LINEAR              |
| 184949 - | 2005 WG76              | 25 de novembre de 2005 | Kitt Peak            | Spacewatch          |
| 184950 - | 2005 WT83              | 26 de novembre de 2005 | Mount Lemmon         | Mount Lemmon Survey |
| 184951 - | 2005 WH90              | 28 de novembre de 2005 | Socorro              | LINEAR              |
| 184952 - | 2005 WG91              | 28 de novembre de 2005 | Catalina             | CSS                 |
| 184953 - | 2005 WL91              | 28 de novembre de 2005 | Catalina             | CSS                 |
| 184954 - | 2005 WA100             | 28 de novembre de 2005 | Catalina             | CSS                 |
| 184955 - | 2005 WZ101             | 29 de novembre de 2005 | Socorro              | LINEAR              |
| 184956 - | 2005 WC104             | 28 de novembre de 2005 | Catalina             | CSS                 |
| 184957 - | 2005 WS106             | 25 de novembre de 2005 | Mount Lemmon         | Mount Lemmon Survey |
| 184958 - | 2005 WR111             | 30 de novembre de 2005 | Socorro              | LINEAR              |
| 184959 - | 2005 WW118             | 25 de novembre de 2005 | Mount Lemmon         | Mount Lemmon Survey |
| 184960 - | 2005 WP132             | 25 de novembre de 2005 | Mount Lemmon         | Mount Lemmon Survey |
| 184961 - | 2005 WY145             | 25 de novembre de 2005 | Kitt Peak            | Spacewatch          |
| 184962 - | 2005 WY151             | 28 de novembre de 2005 | Catalina             | CSS                 |
| 184963 - | 2005 WK156             | 29 de novembre de 2005 | Palomar              | NEAT                |
| 184964 - | 2005 WA160             | 30 de novembre de 2005 | Anderson Mesa        | LONEOS              |
| 184965 - | 2005 WX167             | 30 de novembre de 2005 | Kitt Peak            | Spacewatch          |
| 184966 - | 2005 WM180             | 21 de novembre de 2005 | Palomar              | NEAT                |
| 184967 - | 2005 WA182             | 25 de novembre de 2005 | Catalina             | CSS                 |
| 184968 - | 2005 WG182             | 25 de novembre de 2005 | Catalina             | CSS                 |
| 184969 - | 2005 WN191             | 22 de novembre de 2005 | Catalina             | CSS                 |
| 184970 - | 2005 XF36              | 4 de desembre de 2005  | Kitt Peak            | Spacewatch          |
| 184971 - | 2005 XJ92              | 7 de desembre de 2005  | Socorro              | LINEAR              |
| 184972 - | 2005 YE1               | 21 de desembre de 2005 | Kitt Peak            | Spacewatch          |
| 184973 - | 2005 YN8               | 23 de desembre de 2005 | Palomar              | NEAT                |
| 184974 - | 2005 YH76              | 24 de desembre de 2005 | Kitt Peak            | Spacewatch          |
| 184975 - | 2006 BZ30              | 20 de gener de 2006    | Kitt Peak            | Spacewatch          |
| 184976 - | 2006 BN70              | 23 de gener de 2006    | Kitt Peak            | Spacewatch          |
| 184977 - | 2006 BQ110             | 25 de gener de 2006    | Kitt Peak            | Spacewatch          |
| 184978 - | 2006 BM121             | 26 de gener de 2006    | Mount Lemmon         | Mount Lemmon Survey |
| 184979 - | 2006 BG162             | 26 de gener de 2006    | Mount Lemmon         | Mount Lemmon Survey |
| 184980 - | 2006 BM213             | 22 de gener de 2006    | Catalina             | CSS                 |
| 184981 - | 2006 BK222             | 30 de gener de 2006    | Kitt Peak            | Spacewatch          |
| 184982 - | 2006 BV252             | 31 de gener de 2006    | Kitt Peak            | Spacewatch          |
| 184983 - | 2006 CS19              | 1 de febrer de 2006    | Mount Lemmon         | Mount Lemmon Survey |
| 184984 - | 2006 CQ31              | 2 de febrer de 2006    | Kitt Peak            | Spacewatch          |
| 184985 - | 2006 CC51              | 4 de febrer de 2006    | Kitt Peak            | Spacewatch          |
| 184986 - | 2006 DW143             | 25 de febrer de 2006   | Mount Lemmon         | Mount Lemmon Survey |
| 184987 - | 2006 DY157             | 27 de febrer de 2006   | Kitt Peak            | Spacewatch          |
| 184988 - | 2006 FF12              | 23 de març de 2006     | Catalina             | CSS                 |
| 184989 - | 2006 KA56              | 21 de maig de 2006     | Kitt Peak            | Spacewatch          |
| 184990 - | 2006 KE89              | 28 de maig de 2006     | Anderson Mesa        | LONEOS              |
| 184991 - | 2006 LZ6               | 11 de juny de 2006     | Palomar              | NEAT                |
| 184992 - | 2006 ML6               | 20 de juny de 2006     | Mount Lemmon         | Mount Lemmon Survey |
| 184993 - | 2006 MA7               | 18 de juny de 2006     | Kitt Peak            | Spacewatch          |
| 184994 - | 2006 MD11              | 20 de juny de 2006     | Kitt Peak            | Spacewatch          |
| 184995 - | 2006 MT12              | 22 de juny de 2006     | Palomar              | NEAT                |
| 184996 - | 2006 OP6               | 21 de juliol de 2006   | Mount Lemmon         | Mount Lemmon Survey |
| 184997 - | 2006 OQ6               | 21 de juliol de 2006   | Mount Lemmon         | Mount Lemmon Survey |
| 184998 - | 2006 OU11              | 21 de juliol de 2006   | Mount Lemmon         | Mount Lemmon Survey |
| 184999 - | 2006 PD                | 2 d'agost de 2006      | Pla D'Arguines       | R. Ferrando         |
| 185000 - | 2006 PY5               | 12 d'agost de 2006     | Palomar              | NEAT                |